# Keetia
Keetia är ett släkte av måreväxter. Keetia ingår i familjen måreväxter.

## Dottertaxa tillKeetia, i alfabetisk ordning[1]
- Keetia acuminata
- Keetia angustifolia
- Keetia bakossiorum
- Keetia bridsoniae
- Keetia carmichaelii
- Keetia cornelia
- Keetia ferruginea
- Keetia foetida
- Keetia gracilis
- Keetia gueinzii
- Keetia hispida
- Keetia inaequilatera
- Keetia koritschoneri
- Keetia leucantha
- Keetia lukei
- Keetia lulandensis
- Keetia mannii
- Keetia molundensis
- Keetia multiflora
- Keetia obovata
- Keetia ornata
- Keetia procteri
- Keetia purpurascens
- Keetia purseglovei
- Keetia ripae
- Keetia rubens
- Keetia rufivillosa
- Keetia rwandensis
- Keetia tenuiflora
- Keetia venosa
- Keetia venosissima
- Keetia zanzibarica